# Anthanassa gyges
Anthanassa gyges är en fjärilsart som beskrevs av William Chapman Hewitson 1864. Anthanassa gyges ingår i släktet Anthanassa och familjen praktfjärilar. Inga underarter finns listade i Catalogue of Life.